# Glass Candy
Glass Candy – amerykańska grupa muzyczna wykonująca muzykę elektroniczną, założona w 1996 roku. Pochodzi z Portland w stanie Oregon. W skład zespołu wchodzą: wokalistka i gitarzystka Ida No oraz gitarzysta, klawiszowiec i producent muzyczny Johnny Jewel. Początkowo grupa łączyła noise rock z electropopem, później pojawiły się elementy italo disco. Od 2000 roku wydali kilka albumów, ostatnią z nich jest Deep Gems z 2008 roku.

## Historia
Grupa Glass Candy została założona w 1996 roku przez Idę No, pochodzącą z Vancouver w stanie Waszyngton, i Johnny'ego Jewela z Austin w stanie Teksas. Współpracę zaczęli w Portland. No opisuje ich wczesną pracę jako "droney and weird" (burdonową i dziwną). Pierwszymi dwoma singlami, które wydali nakładem własnym pod nazwą "Glass Candy & the Shattered Theatre", były Metal Gods (2001) oraz cover Josie Cotton Johnny Are You Queer (2002). Koncertowali wraz z zespołem The Convocation Of... w 2001, w tym samym roku opublikowali także album koncertowy w wytwórni płytowej Vermin Scum. Ich pierwszy album studyjny – Love Love Love – był wydany w wytwórni Troubleman Unlimited Records w 2003 roku, podobnie jak drugi album LP, wydany rok później. Jewel z Mikiem Simonettim założyli Italians Do It Better jako spółkę zależną od Troubleman. W 2007 roku Glass Candy wydało trzeci album – B/E/A/T/B/O/X. Pod koniec 2008 roku opublikowali nieznane utwory, b-side'y i remiksy w jednym albumie wydanym pod nazwą Deep Gems. Został on pozytywnie zrecenzowany w magazynie "Spin".
Utwory grupy Glass Candy zostały użyte podczas pokazu mody Chloé, wykorzystał je także Karl Lagerfeld podczas prezentacji kolekcji Chanel Wiosna/Lato'08 i Jesień/Zima'08/'09.

## Charakterystyka
Wokal Idy No był porównywany do niemieckiej piosenkarki Nico z lat 60. oraz opisywany jako połączenie "przestraszonej Debbie Harry lub wkurzonej Lene Lovich w nawiedzonej dyskotece". Od 2008 grupa łączy gatunki italo disco, freestyle, krautrock, hip-hop i nową falę.
Wszystkie utwory zostały wyprodukowane na klasycznym analogowym sprzęcie, bez użycia komputerów. Krytycy porównują Glass Candy do takich grup i wykonawców muzycznych jak Nina Hagen, The Shirelles, David Bowie, James Chance i Jarboe. Glass Candy tworzyli też covery piosenek Jamesa "Sugar Boy" Crawforda, Kraftwerk, Roxy Music, Belle Epoque, Dark Day, The Rolling Stones i Queen.

## Dyskografia
- Smashed Candy (Vermin Scum, 2001)
- Love Love Love (Troubleman Unlimited, 2003)
- Life After Sundown (Troubleman Unlimited, 2004)
- Iko (Troubleman Unlimited, 2005)
- "I Always Say Yes (12" Main)" (Italians Do It Better, 2007)
- After Dark (Italians Do It Better, 2007)
- B/E/A/T/B/O/X (Italians Do It Better, 2007)
- Miss Broadway (Vinyl, 12")" (Italians Do It Better, 2008)
- Deep Gems (Italians Do It Better, 2008)
- Geto Boys (Italians Do It Better, 2009)
- Feeling Without Touching (Italians Do It Better, 2010)
- Warm in the Winter (Italians Do It Better, 2011)